# 瀬戸町営バス (岡山県)

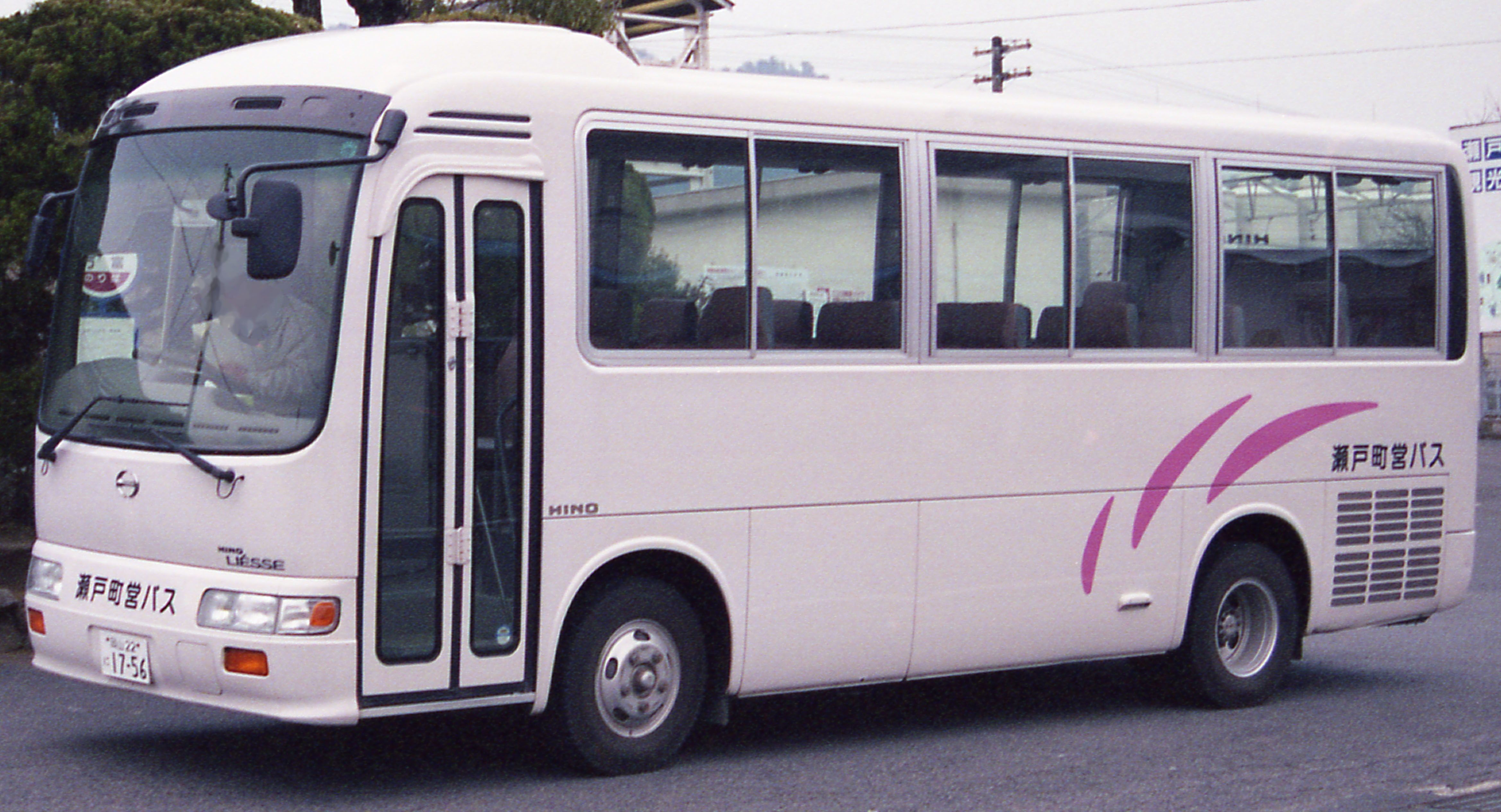
瀬戸町営バスの車両（2002年当時）

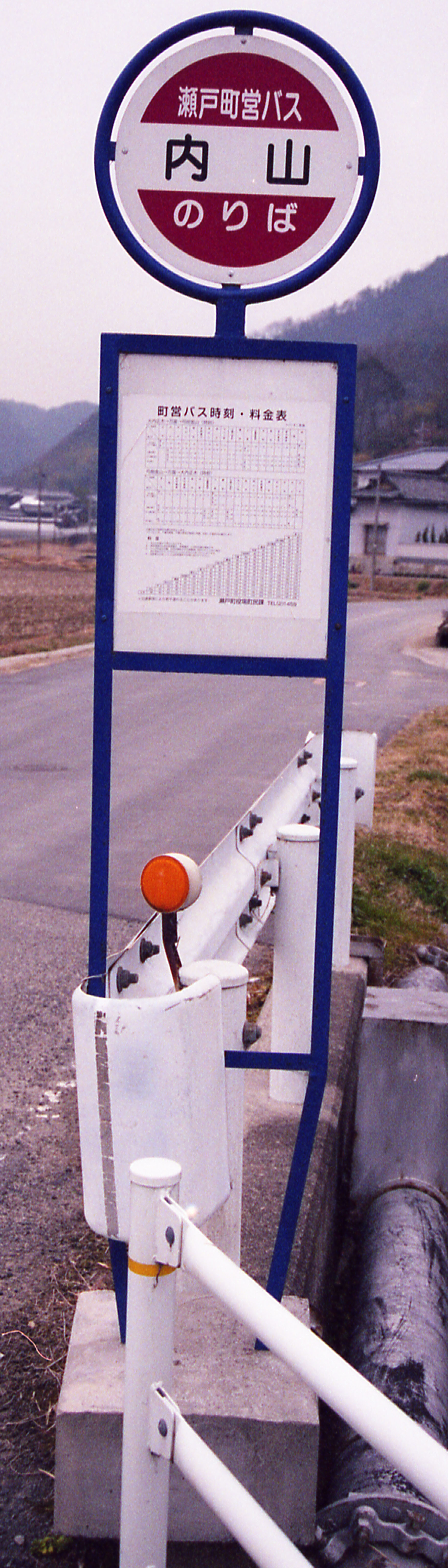
瀬戸町営バスのバス停

瀬戸町営バス（せとちょうえいバス）は、岡山県赤磐郡瀬戸町がかつて運行していた自治体バスである。

## 沿革
- 1973年3月27日 - 町営バス運行開始。弓削 - 万富 - 大内間3便[1]。
- 2005年4月30日 - 町営バス運行終了。5月からは無償のスクールバスとして運行を継続。

## 路線
以下1路線があった。全バス停記載、（）内は一部不経由便あり。
- 金山 - 畑 - 宮の鼻東 - 宮の鼻西 - 倉地 - 寺見 - 万富保育所 - 万富（ - 農協）（ - 千種小学校）（ - キリン前）（ - 南方）（ - 尾の上） - 金剛童子 - 鵜居 - 坊の口 - 宇治 - 内山 - 正木
  - 日曜・祝祭日は運休。

## 車両
- 日野・リエッセ（トップドア観光型）を使用していた。